# Персианинов, Леонид Семёнович
Леони́д Семёнович Персиа́нинов (18 [31] августа 1908 — 27 декабря 1978) — советский акушер-гинеколог, Герой Социалистического Труда, лауреат Государственной премии СССР, заслуженный деятель науки БССР, академик АМН СССР, доктор медицинских наук, профессор.

## Биография
Леонид Семёнович Персианинов родился в селе Старом Вяземского уезда (ныне — Сафоновский район, Смоленская область) в семье крестьянина. В 1925 году окончил среднюю школу; в 1925—1928 годах — студент медицинского факультета Смоленского университета. В 1931 году окончил 2-й Ленинградский медицинский институт.

### Начало научной карьеры
В 1931—1936 годах — участковый врач, главный врач районной больницы, заведующий районным отделом здравоохранения в Костромской области. В 1936—1938 годах — аспирант акушерско-гинекологической клиники Казанского института усовершенствования врачей. В 1937 году присуждена учёная степень кандидата медицинских наук. В 1938—1941 годах — ассистент кафедры акушерства и гинекологии Казанского института усовершенствования врачей.

### Великая Отечественная война
В годы Великой Отечественной войны ведущий хирург полевых подвижных госпиталей (Волховский, 2-й Прибалтийский фронты), 1941—1945.
Член ВКП(б) с 1943 года.

### Возвращение в науку
- 1945—1951 — доцент кафедры акушерства и гинекологии Казанского института усовершенствования врачей;
- 1947 — присвоено ученое звание доцента;
- 1950 — присуждена ученая степень доктора медицинских наук.
- 1951—1958 — заведующий кафедрой акушерства и гинекологии Минского медицинского института;
- 1951 — присвоено учёное звание профессора;
- 1958—1967 — заведующий кафедрой акушерства и гинекологии 2-го Московского медицинского института;
- 1960 — избран членом-корреспондентом, а в 1965 году — академиком АМН СССР;
- 1967—1978 — директор Всесоюзного НИИ акушерства и гинекологии Минздрава СССР;
- 1967—1978 — одновременно заведующий кафедрой акушерства и гинекологии 1-го Московского медицинского института.

Умер 27 декабря 1978 года в Москве, похоронен на Новодевичьем кладбище (9 участок, 3 ряд, 2 могила), в скульптурной композиции надгробия изображён с младенцем на руках. Рядом похоронены его жена и сын.

## Научная деятельность
Научная деятельность охватывает широкий круг проблем.
- Изучал действие стрептоцида при септических заболеваниях в клинике и эксперименте (кандидатская диссертация, 1937), роль гуморальных факторов в наступлении родов (докторская диссертация, 1950).
- Работал над проблемами профилактики и лечения тяжелой акушерской патологии. Автор монографии «Разрывы матки», 1952, 1954; глав и разделов по проблеме родового травматизма матки в многотомных пособиях для врачей «Акушерский семинар», 1956; «Акушерские семинары», 1957, 1969.
- Изучал вопросы обезболивания при акушерских и гинекологических оперативных вмешательствах («Местная анестезия по Вишневскому при гинекологических операциях», 1955), в том числе возможности электроанальгезии. Соавтор монографии «Обезболивание при акушерско-гинекологических операциях», 1965 и «Электроанальгезия в акушерстве и гинекологии», 1978.
- Работал над проблемами инфузионной терапии («О применении внутриартериальных вливаний в акушерской практике при острой кровопотере у женщин и при асфиксии у новорожденных», 1955). Автор монографии «Внутриартериальное переливание крови в акушерско-гинекологической практике», 1955.
- Успешно работал над проблемами анте- и интранатальной охраны плода, оценки его состояния с помощью современных средств контроля за проявлениями физических функций. Опубликовал монографии «Асфиксия плода и новорожденного», 1961, 1967; «Дыхательная функция крови плода в акушерской клинике», 1971; «Амниоскопия в акушерской практике», с соавт., 1973. За цикл работ по антенатальной профилактике заболеваний плода и перинатальной смертности удостоен Государственной премии СССР, 1968.
- Большое число работ посвятил проблеме совершенствования оперативной техники в акушерстве и гинекологии. Опубликовал пособие «Оперативная гинекология», 1976.
- Внес значительный вклад в решение проблем организации и совершенствования акушерско-гинекологической помощи в БССР, СССР, подготовки научно-практических кадров.
- Автор более 400 научных работ, 26 из которых — неоднократно переиздававшиеся монографии и фундаментальные руководства для студентов и врачей. Многие научные работы опубликованы за рубежом.
- Руководил выполнением 51 докторской, 81 кандидатской диссертаций, в том числе учеными других стран (Алжир, Афганистан, Германия, Ливан, Монголия, Сирия). Организовал и провел значительное число научных съездов и конференций, президент VII Международного конгресса акушеров-гинекологов, Москва, 1973.
- Председатель Белорусского и Всесоюзного научных обществ акушеров-гинекологов; главный акушер-гинеколог Минздрава БССР и СССР; председатель Ученого медицинского совета Минздрава БССР; ответственный редактор отдела Большой медицинской энциклопедии; член Высшей аттестационной комиссии СССР, редакционных коллегий ряда журналов, в том числе «Здравоохранение Белоруссии».
- Депутат Минского городского Совета, 1953—1959, Московского городского Совета, 1967—1971.
- Вице-президент Международной федерации акушеров-гинекологов; почетный член научных медицинских обществ Чехословакии, Югославии, Болгарии, Германии, Польши, Венгрии; почетный доктор Будапештского университета им. И. Земмельвейса.